# Caballeros de Culiacán
Los Caballeros de Culiacán es un equipo de baloncesto mexicano. Forma parte del Circuito de Baloncesto de la Costa del Pacífico con sede en Culiacán, Sinaloa, México.

## Historia
El año 2000 marcó una nueva etapa  para el basquetbol profesional de Culiacán;  directivos de los equipos que pretendían formar una plataforma organizada y profesional se reunieron en La Paz, Baja California para formar el que hoy es el Circuito de Baloncesto de la Costa del Pacífico.
Las personas que representaron a Culiacán en ese año, viajaron con toda la ilusión de entregar a Culiacán un equipo que los representara en todos los aspectos y llevara todo tipo de alegrías positivas a la capital sinaloense, sin embargo  no tenían en mente el nombre con el que bautizarían al equipo.
Las propuestas nunca se aterrizaron y había planes de darle nombres como Tacuarineros, Diablos, Pesados,  entre otros que no convencían  a la proyección de la buena imagen que se le quería dar a representativo de Culiacán.
En la reunión, estuvieron presentes el alcalde de La Paz, el director del Deporte de Baja California Sur, el director Municipal del Deporte y los Presidentes de los Clubes de Sinaloa y de otros Estados. Todos tenía su nombre de batalla menos los de Culiacán.  
La mala fama de esta capital, el alto índice de violencia, la percepción de que la gente trabaja en el narcotráfico y temas parecidos a este,  llevaron a los presentes a mofarse y proponer nombres que hacían énfasis de esa mala fama, pero la voz de uno de los directivos culichis se escuchó diciendo… "No señores, en Culiacán hay gente trabajadora, hay grandes negocios, grandes empresas y mucha gente de bien".
Generando polémica una voz de ese grupo dijo al fondo del salón que en Culiacán también existían los Caballeros.
Así, surgió el nombre de Caballeros de Culiacán, confirmando que Culiacán, la capital sinaloense,  está llena de Caballeros.
Primera Etapa 2001-2004
2001
En 2001, los Caballeros de Culiacán lograron coronarse campeones del CIBACOPA al vencer a los Delfines de Mazatlán en la serie final 4-0. Uno de sus jugadores emblemátivos fue el extranjero Dominique Coursey, quien fue adoptado por la afición gracias a su espectacularidad al jugar y la sencillez y carisma que le caracterizaban fuera de la duela.
2002
Caballeros avanzó toda la temporada como uno de los equipos protagonistas, todo indicaba que podía ser bicampeón pero cayó en la final ante Ciudad Obregón en cerrados y emocionantes 7 juegos.
2003
Para la temporada 2003 La situación económica limitó la calidad y no se pudo sostener el equipo, siendo este vendido a otros empresarios, fueron dos temporadas no muy productivas para Culiacán con otros dueños.
2004
Con un nuevo el promotor deportivo se retomaron las riendas del equipo y se le cambió el nombre por el de "Pistones".
2005-2006 Desaparece el Equipo temporalmente
El  Basquetbol Profesional desapareció de Culiacán y los jugadores locales emigraron a otros conjuntos del Cibacopa como Navolato y Guasave. 
Llega La Nueva Era para Caballeros
Temporada 2007,
Llegó la nueva era del equipo, pues nuevos empresarios retomaron el proyecto y con mucha visión de negocio invirtieron para rescatar el Básquetbol de la capital.
Así es como Gabriel Hernández y Leonardo Félix, importantes empresarios de Sinaloa, llegan al equipo como Presidente Vicepresidente de la Franquicia y desde entonces, la historia de Los Caballeros de Culiacán ha sido totalmente diferente , exitosa, organizada y cien por ciento Profesional. 
En ese mismo año 2007, los Caballeros incursionaron en la Liga Nacional de Baloncesto Profesional, llegando a cuartos de final, siendo hasta hoy la única participación de Caballeros dentro de la LNBP.
2008
Caballeros abre sus ya tradicionales Academias de Basquetbol de Fuerzas Básicas con niños y niñas de 5 a 17 años en diferentes puntos de la Ciudad de Culiacán. Academias que siguen activas.
Participan de nuevo en Cibacopa calificando a Playoffs, quedando en la segunda instancia de la competencia.
2009
Caballeros llega por  tercera vez a la Gran final del Cibacopa enfrentándose a Mineros de Cananea. Caen en el sexto juego para lograr un muy decoroso Subcampeonato.
2010
Caballeros con un paso arrollador y un equipo de ensueño encabezado por Horacio Llamas, el primer NBA Mexicano. Logró su segundo Título al vencer a Mineros de Cananea con un contundente 4-0 y dejando el récord de la Liga que hasta la fecha no se ha movido, 13 juegos ganados de forma consecutiva y sólo un partido perdido en Playoffs.
2011
Este año Caballeros defendió su campeonato y le tocó organizar el Juego de Estrellas de Cibacopa. En Playoffs fueron eliminados en los cuartos de final.
2012
Leonardo Félix toma la presidencia del equipo quedándose como propietario único y gracias a su compromiso con la sociedad de Culiacán, Caballeros sigue su marca por el Circuito profesional.
2013
El equipo solicitó permiso para ausentarse debido a los trabajos de remodelación del Parque Revolución, casa de La Nobleza que se  convierte en un inmueble de primer nivel y es bautizado como el Polideportivo Juan S. Millán, la Fortaleza de los Caballeros.
2014
Caballeros protagoniza de nuevo una Gran final, esta vez el rival fue Zonkeys de Tijuana, equipo que se llevó el campeonato después de vencer a Caballeros en 7 partidos.
2015
Caballeros renueva su plantel de jugadores, clasifica como siempre a los Playoffs llegando hasta la semifinal de esta temporada.
2016
Regresa a defender La Fortaleza por tercer año consecutivo el entrenador Mario Andriolo al igual que la dupla de capitanes Leroy Davis y Benjamin James Puckett. El Club llega hasta los octavos de final de la postemporada.
2017
La renovación total del Club llegó en este año. Nueva directiva, nuevo escudo,  nueva imagen, nuevos bríos siempre bajo el mando de Leonardo Félix Ruíz, empresario que ha demostrado a través de 10 años ya con el equipo; su compromiso con el Basquetbol y con la sociedad de Culiacán.
2018
Lo mejor está por venir. Caballeros ya cuenta con 6 Academias de Basquetbol en donde se activan más de 200 niños que practican Baloncesto a la par del ciclo escolar. 
Su nuevo entrenador, Martín Knezevic, llegará desde Serbia para dirigir el destino de "La Nobleza", nombre por el que también es bautizado el equipo, a partir del mes de abril.

## Títulos

### Campeonatos
| Temporada | Equipo Campeón         | Serie | Equipo Subcampeón    |
| 2001      | Caballeros de Culiacán | 4-0   | Delfines de Mazatlán |
| 2010      | Caballeros de Culiacán | 4-0   | Mineros de Cananea   |

### Subcampeonatos
| Temporada | Equipo Campeón              | Serie | Equipo Subcampeón      |
| 2002      | Trigueros de Ciudad Obregón | 4-3   | Caballeros de Culiacán |
| 2009      | Mineros de Cananea          | 4-2   | Caballeros de Culiacán |
| 2014      | Tijuana Zonkeys             | 4-3   | Caballeros de Culiacán |

## Roster
| Caballeros de Culiacán Temporada 2025 |    |                            |                                                 |
| C U E R P O T É C N I C O             |    |                            |                                                 |
| Entrenador                            |    | Bandera de México          | Gustavo Quintero Pereda                         |
| Asistente                             |    | Bandera de México          | Froylan Verdugo Yamaguchi                       |
| Asistente                             |    | Bandera de México          | Fernando Rojas López                            |
| J U G A D O R E S                     |    |                            |                                                 |
| Alero                                 | 0  | Bandera de México          | José Julián Valdéz Leal (J)                     |
| Base                                  | 1  | Bandera de Estados Unidos  | Christian Lamont Harvey (Baja)                  |
| Base/Escolta                          | 3  | Bandera de Estados Unidos  | Lamonte Travonn Tremel Bearden (Baja)           |
| Base/Escolta                          | 3  | Bandera de Puerto Rico     | Robert Anthony Nieves Cáceres                   |
| Escolta                               | 4  | Bandera de Estados Unidos  | Isaac Brandon Hamilton                          |
| Alero                                 | 5  | Bandera de Estados Unidos  | Daniel Domonique Hamilton (Baja)                |
| Ala-Pívot                             | 5  | Bandera de México          | Irwin Raúl Ávalos Bonilla                       |
| Pívot                                 | 7  | Bandera de Estados Unidos  | Christopher James Vogt                          |
| Alero                                 | 8  | Bandera de Colombia        | Michael Jackson Wright (Baja)                   |
| Escolta/Alero                         | 8  | Bandera de Estados Unidos  | Devante Rashad-Keith Wallace                    |
| Escolta                               | 9  | Bandera de Estados Unidos  | Devin Earl Gage (Baja)                          |
| Base/Escolta                          | 11 | Bandera de Estados Unidos  | Noah David Allen (Baja)                         |
| Alero                                 | 12 | Bandera de México          | Luis Guillermo Morachis Pérez                   |
| Base                                  | 14 | Bandera de Estados Unidos  | Lamar Anthony Peters                            |
| Base                                  | 22 | Bandera de México          | Ricardo Rochín Lizarraga (J)                    |
| Alero/Ala-Pívot                       | 24 | Bandera de Estados Unidos  | Johnny Hughes III                               |
| Base                                  | 30 | Bandera de Estados Unidos  | Daquan Jamel Brooks (Baja)                      |
| Base/Escolta                          | 33 | Bandera de México          | Reno Tristán Daniel Valle Ramírez               |
| Alero                                 | 34 | Bandera de Estados Unidos  | Jarron Scott Cumberland                         |
| Pívot                                 | 45 | Bandera de República Checa | Nicholas George Evans (Baja)                    |
| Pívot                                 | 45 | Bandera de Nigeria         | Olisa Blaise Akonobi                            |
| Base                                  | 80 | Bandera de México          | Nelson Alberto Miranda Lizarraga (J) (Inactivo) |
| = Capitán                             |    |                            |                                                 |

 =  Cuenta con nacionalidad mexicana. 